# Daniel Kubert
Daniel Sion Kubert (Filadélfia, 18 de outubro de 1947 – 5 de janeiro de 2010) foi um matemático estadunidense, que trabalhou com teoria algébrica dos números.
Kubert frequentou a Central High School em Filadélfia e frequentou também ainda como aluno do ensino médio cursos na Universidade da Pensilvânia. Obteve o bacharelado na Universidade Brown e obteve um doutorado em 1973 na Universidade Harvard, orientado por Barry Mazur, com a tese Universal Bounds on the Torsion and Isogenies of Elliptic Curves. Na década de 1970 trabalhou com Serge Lang na Universidade Yale. Logo depois foi para a Universidade Cornell. Em 1979/1980 e 1984/1985 esteve no Instituto de Estudos Avançados de Princeton. Foi no começo da década de 1980 professor assistente na Universidade Cornell.

## Obras
- com Serge Lang: Modular Units, Grundlehren der mathematischen Wissenschaften 244, Springer Verlag 1981
- com Serge Lang: Units in the modular function field, Partes 1–3, Mathematische Annalen, Volume 218, 1975, p. 67–96, 175–189, 273–285, Parte 4, Mathematische Annalen, Volume 227, 1977, p. 223–242, Parte 1, Parte 2, Parte 3, Parte 4
- com Serge Lang: Stickelberger Ideals, Mathematische Annalen, Volume 237, 1978, p. 203–212, Online
- Product formulae on elliptic curves, Invent. Math., Volume 117, 1994, p. 227–273, Online